# Piperonale
Il piperonale è un'aldeide aromatica.
A temperatura ambiente si presenta come una polvere cristallina bianca dall'odore floreale caratteristico.
Trova uso nella preparazione dei profumi ed è un intermedio della sintesi di stupefacenti amfetaminici come MDA e MDMA (Ecstasy).

## Presenza in natura
Il piperonale si presenta naturalmente in varie piante. Alcuni esempi includono aneto, vaniglia, viole e pepe nero.

## Preparazione
Il piperonale può essere preparato ossidando l'isosafrolo o usando una sequenza a più fasi da catecolo o 1,2-metilendiossibenzene. La sintesi di quest'ultima sostanza chimica viene effettuata attraverso una reazione di condensazione con acido gliossilico seguita da scissione dell'acido α-idrossi risultante con un agente ossidante. La sintesi dal catecolo richiede un ulteriore passo, la sintesi di Williamson dell'etere usando diclorometano.

## Reazioni
Il piperonale, come tutte le aldeidi, può essere ridotto al suo alcool (alcol piperonilico) o ossidato per dare il suo acido (acido piperonilico).
Il piperonale può essere usato nella sintesi di alcuni farmaci tra cui tadalafil, L-DOPA e atrasentan.

## Fragranza
Il piperonale ha un odore floreale che è comunemente descritto come simile a quello di vanillina o ciliegia. Per questo motivo è comunemente usato nelle fragranze e nei sapori artificiali. Il composto è stato chiamato eliotropina per via della fragranza del fiore di eliotropio (anche se la sostanza chimica non è presente nel vero aroma del fiore). I profumieri iniziarono a usare la fragranza per la prima volta all'inizio del 1880. È comunemente usato per aggiungere sfumature di vaniglia o mandorla, generalmente conferendo al profumo aspetti balsamici, talcati e floreali.
Il piperonil acetato è un aroma sintetico di ciliegia.